# Жольгон
Жольго́н (фр. Jaulgonne) — коммуна во Франции, находится в регионе Пикардия. Департамент коммуны — Эна. Входит в состав кантона Эссом-сюр-Марн. Округ коммуны — Шато-Тьерри.
Код INSEE коммуны — 02389.

## Население
Население коммуны на 2010 год составляло 666 человек.
| 1962 | 1968 | 1975 | 1982 | 1990 | 1999 | 2010 |
| ---- | ---- | ---- | ---- | ---- | ---- | ---- |
| 621  | 560  | 553  | 559  | 587  | 618  | 666  |

## Экономика
В 2010 году среди 400 человек трудоспособного возраста (15—64 лет) 293 были экономически активными, 107 — неактивными (показатель активности — 73,3 %, в 1999 году было 69,5 %). Из 293 активных жителей работали 251 человек (128 мужчин и 123 женщины), безработных было 42 (22 мужчины и 20 женщин). Среди 107 неактивных 34 человека были учениками или студентами, 35 — пенсионерами, 38 были неактивными по другим причинам.